# Dywizjon Torpedowców (II RP)
Dywizjon Torpedowców – jednostka wojskowa Marynarki Wojennej II RP. Dywizjon istniał w latach 1920-1930, i był jednym z pierwszych związków taktycznych MW II RP.

## Historia
Dywizjon Torpedowców utworzono 4 listopada 1920 roku, chociaż wszystkie przyznane Polsce z podziału Kaiserliche Marine torpedowce znajdowały się jeszcze w Wielkiej Brytanii. Z powodu braku odpowiedniego miejsca na wybrzeżu, siedzibę dowództwa Dywizjonu ulokowano w Toruniu. Dowódcą Dywizjonu Torpedowców mianowano kmdr. por. Konstanty Jacynicz. Oficerem flagowym został ppor. mar. Włodzimierz Kodrębski. Na stanowisko oficera mechanika mianowano kmdr. por. inż. Ignacy Musiałowski. Bo niefortunnym przejściu torpedowców do Polski szybko zwolniono ze stanowiska Jacynicza i Musiałowskiego. Pierwsze trzy torpedowce: OORP „Krakowiak”, „Kujawiak” i „Kaszub”wcielono do służby w Dywizjonie Torpedowców 15 października 1921 roku, a ich załogi od razu rozpoczęły szkolenie. W 1922 roku do Gdyni przeniesiono Dywizjon Torpedowców i Dywizjon Ćwiczebny wraz z całą komisją gospodarczą. 2 sierpnia 1922 roku, w skład Dywizjonów wszedł świeżo wyremontowany torpedowiec ORP „Mazur”. 15 kwietnia 1923 roku OORP „Mazur” i „Kaszub” zostały na krótko oddelegowane do Oficerskiej Szkoły Marynarki Wojennej i na krótko podlegały komendantowi szkoły, kmdr. Adamowi Mohuczemu. 10 czerwca 1923 roku po długim remoncie do służby w Dywizjonie Torpedowców wszedł ORP „Ślązak”. Szósty Polski torpedowiec, ORP „Podhalanin”został włączony do Dywizjonu dopiero 16 września 1924 roku, bowiem jego remont moment rozpoczął się dopiero w 1922 roku. W kolejnych latach jednostki Dywizjonu Torpedowców regularnie wychodziły w morze na szkolenie i wizytowały w zagranicznych portach, takich jak Lipawa i Tallinn. 20 lipca 1925 roku, doszło do tragedii z udziałem okrętu Dywizjonu. Po zakończeniu remontu w stoczni gdańskiej, na ORP „Kaszub” eksplodował kocioł i rozerwał okręt na pół. Torpedowiec skreślono z listy okrętów Floty i Dywizjonu Torpedowców 22 października 1925 roku. Aż do wejścia do służby kontrtorpedowców OORP „Wicher” i „Burza” na początku lat 30 XX wieku, torpedowce były główną siłą bojową Marynarki Wojennej. Dywizjon rozwiązano pierwszego kwietnia 1930 roku, a 5 torpedowców rozdzielono do innych zespołów floty.

## Organizacja

### Organizacja Dywizjonu Torpedowców 1 stycznia 1922 roku
Dowódca: kmdr. por. Konstanty Jacynicz
Okręty: 
- ORP „Kaszub” (dowódca: kmdr. ppor. Bohdan Brodowski)[6]
- ORP „Krakowiak” (dowódca: kmdr. ppor. Antoni Wąsowicz)[7]
- ORP „Kujawiak” (dowódca: kmdr. ppor. Michał Przysiecki)[8]

### Organizacja Dywizjonu Torpedowców 1 stycznia 1925 roku
Dowódca: kmdr. Jerzy Łątkiewicz
Okręty: 
- ORP „Kaszub” (dowódca: kmdr. ppor. Bohdan Brodowski)[6]
- ORP „Mazur” (dowódca: kpt. mar. Michał Borowski)[9]
- ORP „Krakowiak” (dowódca: kmdr. ppor. Antoni Wąsowicz)[7]
- ORP „Kujawiak” (dowódca: ?)[8]
- ORP „Podhalanin” (dowódca: ?)[10]
- ORP „Ślązak” (dowódca: kpt. mar. Henryk Eibel)[11]

### Organizacja Dywizjonu Torpedowców 31 kwietnia 1930 roku
Dowódca: kmdr. por. Bolesław Sokołowski
Okręty: 
- ORP „Mazur” (dowódca: kpt. mar. Włodzimierz Kodrębski)[9]
- ORP „Krakowiak” (dowódca: kpt. mar. Stanisław Nachorski)[7]
- ORP „Kujawiak” (dowódca: kpt. mar. Mikołaj Szemiot)[8]
- ORP „Podhalanin” (dowódca: kpt. mar. Stanisław Dzienisiewicz)[10]
- ORP „Ślązak” (dowódca: kpt. mar. Aleksander Hulewicz)[11]

## Dowódcy
| Dowódcy Dywizjonu                  | Dowódcy Dywizjonu                    | Dowódcy Dywizjonu |
| ---------------------------------- | ------------------------------------ | ----------------- |
| kmdr. por. Konstanty Jacynicz      | 4 listopada 1920 – 25 stycznia 1922  |                   |
| kmdr. por. Edward Sadowski         | 25 stycznia 1922 – 1 marca 1924      |                   |
| kmdr. por. Jan Stankiewicz         | 1 marca 1924 – 1 maja 1924           |                   |
| kmdr. Jerzy Łątkiewicz             | 1 maja 1924 – październik 1925       |                   |
| kmdr. por. dypl. Stefan Frankowski | listopad 1925 – 30 października 1926 |                   |
| kmdr. por. Jan Stankiewicz (II)    | 30 października 1926 – maj 1928      |                   |
| kmdr. por. dypl. Eugeniusz Solski  | maj 1928 – maj 1929                  |                   |
| kmdr. por. Jan Stankiewicz (III)   | maj 1929 – 1930                      |                   |
| kmdr. por. Bolesław Sokołwski      | 1930 – 1 kwietnia 1930               |                   |